# António Varandas
António Joaquim de Campos Varandas (Curia, 19 de Setembro de 1947) é um químico português doutorado pela Universidade de Sussex.
Como dirigente da Sociedade Portuguesa de Química, foi presidente da Mesa da Assembleia Regional da zona Centro (Coimbra) no período de 1978 a 1981, fez parte do Conselho Directivo como Vice-Presidente no período de 1982 a 1987 e 1988 a 1990, tendo ainda sido presidente da Delegação Regional da zona Centro de 1981 a 1984, de 1985 a 1987, de 1988 a 1990 e de 1991 a 1992.

## Carreira
Licenciou-se em Engenharia Química na Universidade de Coimbra em 1967 e doutorou-se na Universidade de Sussex em Química Teórica em 1976.

## Prémios
- Prémio Ferreira da Silva 1991[4]